# Pétra (Lazique)
Pour les articles homonymes, voir Petra.
Pétra est une ancienne cité fortifiée située sur la côte orientale de la mer Noire, dans l'antique Lazique, occupée aujourd'hui par la Géorgie. Au VIe siècle, elle joue un rôle important dans les guerres menées par Justinien contre les Sassanides. Elle sert d'avant-poste aux Byzantins dans le Caucase et est le théâtre d'intenses combats à l'occasion de la guerre lazique entre les deux Empires. La plupart des historiens identifient Pétra avec des vestiges de l'Antiquité tardive découverts dans le village de Tsikhisdziri, en Adjarie, dans le sud-ouest de la Géorgie.

## Histoire

Le royaume de Lazique avec la ville de Pétra au sud.

Pétra apparaît dans les sources dans les Novellae Constitutiones de l'empereur Justinien, datée de 535. Elle est construite pour renforcer l'autorité byzantine sur le royaume de Lazique, le long de la mer Noire. Elle est nommée Petra Pia Justiniana,. Selon l'historien Procope de Césarée, elle est fondée par le dignitaire romain Jean Tzibus qui, par la suite, contrôle étroitement les importations de biens en Lazique ainsi que l'accès aux produits de luxe dans la région, notamment le sel,. Le nom de Pétra, qui signifie roche en grec, est une référence à la côte rocheuse près de laquelle la ville est bâtie. Située entre la mer et les falaises, sa position la rend difficilement prenable, sauf par une étroite bande de terre rocailleuse défendue par une muraille.
Le contrôle du commerce local par Tzibus compromet les relations entre les Lazes et les Byzantins. Gubazès II, le roi de Lazique, décide de se rapprocher secrètement des Sassanides qui envahissent la région en 541, ouvrant une période de vingt ans de guerre connue sous le nom de guerre lazique. Au cours de ce conflit, Pétra change plusieurs fois d'obédience. En 541, Khosro Ier, l'empereur perse, prend d'assaut victorieusement les défenses de la cité par la construction d'un tunnel qui sape les remparts. Tzibus est tué lors des combats et les Perses s'emparent des richesses de la ville tout en traitant correctement les Byzantins de Pétra,.
En 548, Justinien envoie son général Dagisthée à la tête d'une armée en Lazique. Cette fois, Gubazès s'est retourné contre les Perses dont il ressent mal l'hégémonie. Les deux alliés assiègent Pétra et défont deux armées perses venues en renfort. Néanmoins, les manœuvres du général sassanide Mihr-Mihroe rendent leur position intenable. En 549, Dagisthée doit se replier. En 551, une nouvelle armée byzantino-laze dirigée par Bessas entame un second siège qui dure plus d'un an. Cette fois, la cité est conquise et la forteresse rasée pour éviter qu'elle ne devienne à nouveau la cible d'un assaut perse.

## Archéologie

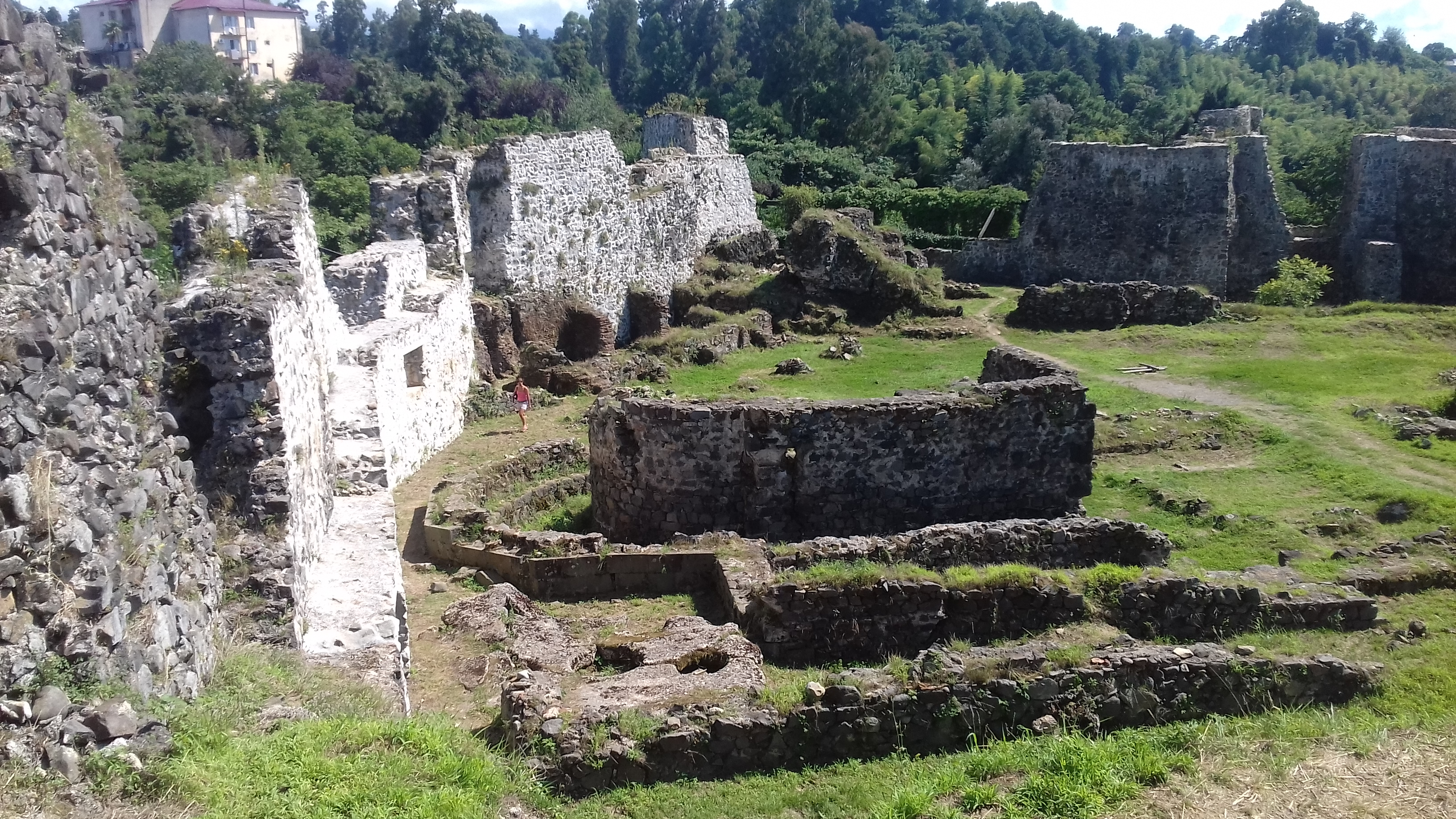
Les ruines de la basilique du VIe siècle.

Les historiens modernes identifient généralement Pétra avec des vestiges trouvés dans le village de Tsikhisdziri, dans la province géorgienne autonome d'Adjarie, entre Batoumi et Kobuleti. Ces ruines comprennent les restes d'une citadelle de deux cents mètres de long et cent mètres de large, localisée sur deux collines rocheuses, ainsi qu'une basilique du VIe siècle comprenant un narthex, une abside projetée et des pavements en mosaïque. Elle est probablement le siège d'un évêché. D'autres bâtiments de cette époque ont été exhumés, comme une citerne d'eau, les vestiges d'un établissement urbain, ainsi que trois cents tombes à proximité. Sur le même site ont été retrouvés des artefacts de l'âge du bronze tardif et des époques hellénistiques, romaines voire médiévales. Ces découvertes laissent supposer que la ville créée par Justinien est en fait l'extension d'un fort romain déjà existant. Le site de Pétra est inscrit sur la liste de l'héritage culturel géorgien.